# نواه سولومون
نواه سولومون (بالإنجليزية: Noah Solomon)‏ هو كاتب أغاني أمريكي، ولد في 9 يونيو 1973 في سان فرانسيسكو في الولايات المتحدة.